# アルバム・リーフ
アルバム・リーフ（The Album Leaf）は、ジミー・ラヴェル (Jimmy Lavalle) がポストロック・バンド、トリステザ (Tristeza) を脱退後、アメリカのサンディエゴでスタートしたソロ・プロジェクト。
ラヴェルは、アコースティック・ギター、リズミカルなキーボード、ブレイクビーツなど様々な要素を取り入れたインストゥルメンタル・スタイルのポストロック・アーティスト。シガー・ロスやムームと親交があることで知られる。フジロックフェスティバル2007に出演予定だったがキャンセルとなった。
初期のアルバムは、アルバム毎にレコード会社が異なるため、現在非常に入手困難である。

## ライブ・バンド・メンバー

### 現在のメンバー
- ジミー・ラヴェル (Jimmy LaValle) – ローズ・ピアノ、ギター、シンセサイザー、ボーカル
- マシュー・リゾヴィッチ (Matthew Resovich) – ヴァイオリン、シンセサイザー、グロッケンシュピール、ボーカル
- デヴィッド・レブルー (David LeBleu) – ドラム、シンセサイザー、キーボード
- ブラッド・リー (Brad Lee) – ベース、ギター、キーボード、トランペット

### 旧メンバー
- ティム・リース (Tim Reece) – ドラム、キーボード
- ドリュー・アンドリュース (Drew Andrews) – ギター、キーボード、ボーカル
- グラム・レブロン (Gram LeBron) – ギター、ベース、キーボード、ボーカル
- アンドリュー・ペイツ (Andrew Pates) – ライブ・ヴィジュアル

## ディスコグラフィ

### スタジオ・アルバム
- An Orchestrated Rise to Fall (1999年)
- 『ワン・デイ・アイル・ビー・オン・タイム』 - One Day I'll Be on Time (2001年)
- 『イン・ア・セーフ・プレイス』 - In a Safe Place (2004年)
- 『イントゥ・ザ・ブルー・アゲイン』 - Into the Blue Again (2006年)
- 『ア・コーラス・オヴ・ストーリーテラーズ』 - A Chorus of Storytellers (2010年)
- 『ビトウィーン・ウェイヴス』 - Between Waves (2016年)
- One Day XX (2021年)
- Future Falling (2023年)

### EP
- In an Off White Room (2001年)
- Seal Beach (2003年)
- Seal Beach (2005年)
- Red Tour EP (2005年)
- 『ジ・エンチャンティッド・ヒル』 - Green Tour EP (a.k.a. The Enchanted Hill) (2007年)
- There is a Wind (2010年)
- Forward/Return (2012年)
- Past and Future Tense EP (2022年)[1]

### コンピレーション・アルバム
- 『フォーワード / リターン+トーリーズ・ディストラクション』 - Forward/Return + Torey's Distraction (2013年)

### コラボレーション・アルバム、スプリット・アルバム
- Collaboration Series no. 1 (2002年) ※with ブライト・アイズ
- A Lifetime or More (2003年) ※スプリット盤 with On! Air! Library!
- Collaboration Series no. 2 (2003年) ※with ハー・スペース・ホリデイ
- 『ペリルズ・フロム・ザ・シー』 - Perils from the Sea (2013年) ※ジミー・ラヴェル名義 with マーク・コゼレク

### 参加コンピレーション・アルバム
- Holiday Matinee CD Compilation Vol. 2 (2000年)
- Ilya - Japanese Mini-Single (2002年) (remix of B.P.D. by The Album Leaf)
- Music from the OC mix 2 (2004年)
- Nightmare Revisited (2008年)

### サウンドトラック
- Torey's Distraction (2012年) ※Electra Fidelis Films
- Adrift (2013年) ※短編映画 by Simon Christen
- Before You Know It (2014年) ※ジミー・ラヴェル名義
- 『モンスター 変身する美女』 - Spring (2014年) ※ジミー・ラヴェル名義
- 『アルカディア』 - The Endless (2017年)
- 『シンクロニック』 - Synchronic (2020年)
- 『サムシング・イン・ザ・ダート』 - Something in the Dirt (2022年)
- Things Will Be Different (2024年)